# Técnicas de duelo
Técnicas de duelo: una cuestión de honor es una película de comedia colombiana de 1988 dirigida por Sergio Cabrera con guion de Humberto Dorado. Fue protagonizada por Frank Ramírez, Humberto Dorado, Fausto Cabrera, Florina Lemaitre, Vicky Hernández, Ángelo Javier Lozano, Kepa Amuchastegui y Edgardo Román. Se trata del segundo largometraje de Cabrera tras Elementos para una acuarela de 1987. En 1995 Cabrera grabó una nueva versión de esta película, titulada Águilas no cazan moscas, con un elenco similar al presentado en Técnicas de duelo.

## Sinopsis
A finales de la década de 1950 en un pueblo de las montañas de Colombia, surge un conflicto humano que surge a raíz de una historia de amor y celos entre el carnicero Oquendo (Humberto Dorado), su esposa Miriam (Florina Lemaitre) --la más bella del pueblo-- y el maestro Albarracín (Frank Ramírez). Dos viejos amigos y antiguos compañeros de lucha contra los poderosos se enfrentado entre sí por el amor de la mujer del primero, conmocionando así a la población con un duelo a muerte. Aparentando una extraña neutralidad, las autoridades locales optaron por permanecer indiferentes ante la confrontación¸ que no es sino la muestra de su complacencia porque “así se diezma la oposición”.

## Reparto
- Frank Ramírez — El Profesor Albarracín
- Humberto Dorado — El Carnicero Oquendo
- Florina Lemaitre — Miriam de Oquendo
- Vicky Hernández — Encarnación
- Fausto Cabrera — El Padre Troncoso
- Ángelo Javier Lozano — Niño Oquendo
- Kepa Amuchastegui —  El Carpintero
- Edgardo Román — Sargento
- Manuel Pachón — Mayor Saravia
- Luis Chiape — Secretario del Pueblo
- Antonio Aparicio — Oficial Alegría